# Pain à l'ail

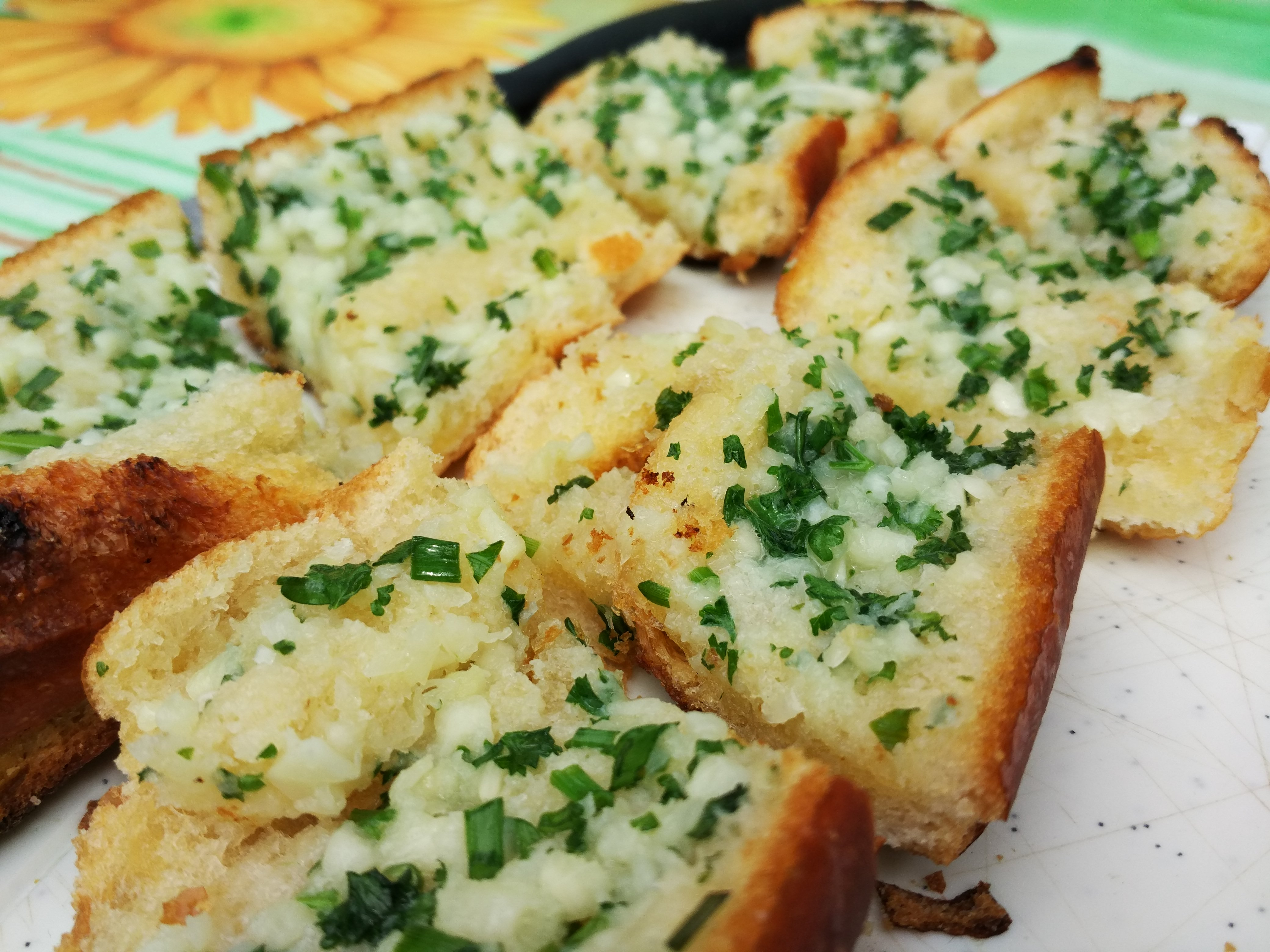
Pain à l'ail. Il s'agit ici de garlic bread.

Le pain à l'ail est du pain en tranches, généralement grillées, garni d'ail, et éventuellement d'ingrédients tels que l'huile d'olive, le beurre, et parfois du persil, du basilic ou des tomates. Ce mets est répandu à travers l'hémisphère occidental sous de nombreuses variantes.

## Pain à l'ail italien
Le pain à l'ail italien est connu sous le nom de bruschetta, et se consomme en particulier en Toscane et dans le Piémont.
Il est à base de baguette ou de pain italien, tranché dans la longueur à la manière d'une grande tartine. Les tranches sont nappées d'huile d'olive, puis l'on ajoute de l'ail haché, du sel et du poivre, et bien souvent, des tomates et du basilic. Le pain peut être également coupé en tranches et ensuite grillé. Il est apprécié avec du fromage, tel que la mozarella, et il peut être relevé par des oignons, voire des poivrons ou du piment.

## En France
Le pain frotté d'ail est un plat traditionnel de plusieurs régions de France : 
- en Provence, plus particulièrement, où il était ajouté à la salade, sous le nom de « chapon[1] ». Dans le même sens, on parlait également de « chapon de Gascogne[2] » ;
- dans d'autres régions, comme le Quercy : il s'agissait d'une croûte de pain frottée d'ail et imbibée d'une goutte d'huile de noix avec une pincée de sel[3] ;
- en Vendée, le préfou est un pain à l'ail beurré.

## Dans d'autres pays

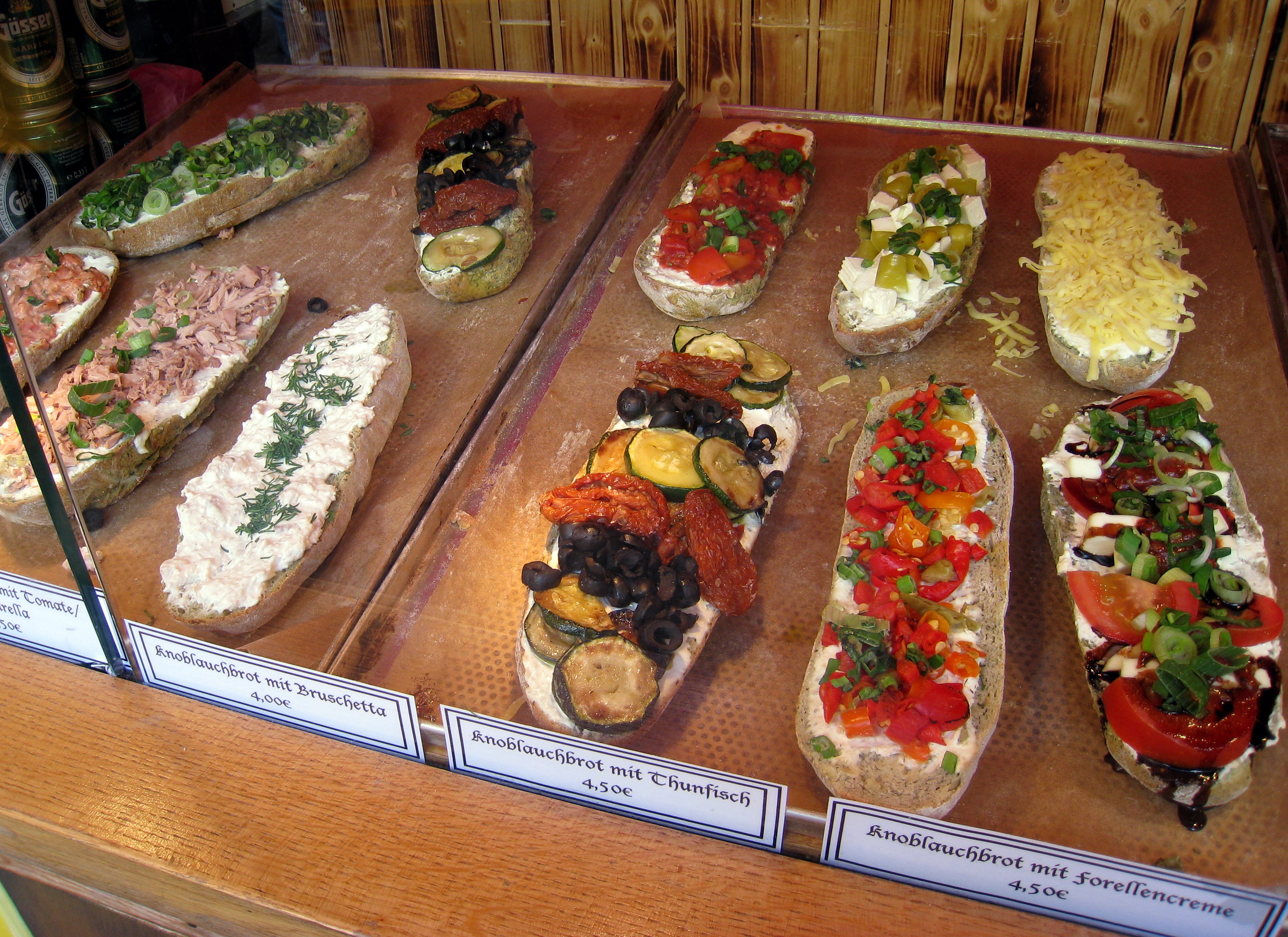
Knoblauchbrot autrichien.

- En Grèce, le pain à l'ail se prépare en utilisant aussi des olives noires[4] et des oignons.
- En Angleterre, le pain à l'ail est également connu et apprécié (garlic bread), mais il fait alors appel à du beurre et non à de l'huile d'olive[5]. L'usage de pain français, ou parfois de pain italien, attesté par toutes les recettes anglaises, indique cependant l'origine étrangère de ces recettes ; et pourtant, on a parfois dit des Anglais qu'ils étaient les inventeurs du pain à l'ail[6].
- Aux États-Unis, le pain à l'ail figure au menu de nombreux restaurants, depuis au moins la seconde moitié du XXe siècle, comme en témoigne sa présence au menu d'un restaurant en 1947, en accompagnement d'une bouillabaisse[7]. Les nœuds à l'ail sont un genre de pain à l'ail servi surtout dans les pizzerias autour de New York.
- En Allemagne et en Autriche, le pain à l'ail est connu sous le nom de Knoblauchbrot.